# Malevizi
Malevizi (grec Μαλεβίζι)
és un municipi de la Unitat perifèrica d'Iràklio, a l'illa de Creta. La capital és Gazi. El municipi té una àrea de 291,9 km².
Fou establert per la reforma del pla Kalikratis, per la fusió dels municipis anteriors de Gazi, Krussonas (Krousonas), i Tilissos (Tylisos).
Entre els jaciments arqueològics al territori municipal hi ha el de Tílissos.